# Macrolobium trinitense
Macrolobium trinitense är en ärtväxtart som beskrevs av Ignatz Urban. Macrolobium trinitense ingår i släktet Macrolobium och familjen ärtväxter. Inga underarter finns listade i Catalogue of Life.